# Сумчаста райка смугаста
Сумчаста райка смугаста (Gastrotheca helenae) — вид безхвостих земноводних родини Американські райки (Hemiphractidae). Він мешкає у Колумбії і Венесуелі. Його середовищем існування є гірські тропічні або субтропічні сухі області чагарників і високогірні райони, деградовані ліси.